# Ото I фон Щолберг
Ото I фон Щолберг (на немски: Otto I von Stolberg; * ок. 1305/1310, дворец Щолберг в Харц; † между 24 ноември 1337 и 10 януари 1341) от фамилията Щолберг е граф на Графство Щолберг.

## Произход
Той е син на граф и господар Хайнрих III (V) фон Щолберг (ок. 1242 – 1329/1331/1347) и втората му съпруга Юта фон Хадмерслебен (ок. 1265 – сл. 1347), дъщеря на Бодо фон Хадмерслебен († 1280) и Ирмгард фон Байхлинген († сл. 1280).
Брат е на Луитгард († 1353), абатиса на Кведлинбург 1347 г.

## Фамилия
Ото се жени между 1330 и 1335 г. в Хонщайн за графиня Елизабет (или Лутруд) фон Хонщайн (* 1310/1315: † сл. 1347), дъщеря на граф Дитрих III фон Хонщайн-Клетенберг и Елизабет фон Валдек. Те имат две деца:
- Хайнрих XVI (VIII) (* ок. 1333; † сл. 27 септември 1403), граф на Щолберг, женен (1391) за графиня Елизабет фон Мансфелд († сл. 1398), дъщеря на граф Албрехт I фон Мансфелд († 1361/1362) и Юта фон Шварцбург-Бланкенбург († 1361).
- София († сл. 1411)

Вдовицата му фон Хонщайн се омъжва втори път 1341/1342 г. за граф Конрад IV (V) фон Вернигероде († сл. 1373).